# Kabupaten Purwakarta
Kabupaten Purwakarta är ett kabupaten i Indonesien.   Det ligger i provinsen Jawa Barat, i den västra delen av landet, 80 km sydost om huvudstaden Jakarta. Antalet invånare är 873 804.